# Pseudofusicoccum kimberleyense
Pseudofusicoccum kimberleyense är en svampart som beskrevs av Pavlic, T.I. Burgess, M.J. Wingf. 2008. Pseudofusicoccum kimberleyense ingår i släktet Pseudofusicoccum och familjen Botryosphaeriaceae.   Inga underarter finns listade i Catalogue of Life.